# 56.com
56.com은 중국의 동영상 공유 사이트 중 하나이다. 56.com은 2005년 4월에 설립되어, 2005년 10월부터 동영상 공유를 시작했다.

## 같이 보기
- Tudou
- 유쿠